# نتريت الميثيل
نتريت الميثيل هو مركب عضوي صيغته CH3ONO، ويوجد في الشروط القياسية على شكل غاز أصفر باهت؛ ويعد كيميائياً أبسط مركبات نتريت الألكيل.

## التحضير
يحضر المركب من أثر حمض الكبريتيك الممدد والبارد على محلول من نتريت الصوديوم في وسط من الماء والميثانول.
كما يمكن أن تتم عملية التحضير من تفاعل نتريت الفضة مع يودو الميثان:

## الخواص
يوجد نتريت الميثيل عند درجة حرارة الغرفة على شكل متصاوغين شكليين وهما الشكل المفروق (trans) والشكل المقرون (cis). يكون الشكل المقرون أكثر استقراراً من الشكل المفروق، حيث تبلغ قيمة الحاجز الطاقي 3.13 كيلوجول/مول في الحالة الأولى، في حين أنها تبلغ 45.3 كيلوجول/مول في الأخيرة.
|                    |                      |
| cis-methyl nitrite | trans-methyl nitrite |

يعد نتريت الميثيل من المؤكسدات الجيدة، كما أنه حساس للحرارة

## الاستخدامات
يستخدم المركب في الاصطناع العضوي من أجل إدخال مجموعة نتروزو للمركبات العضوية.